# Świat Druku
Świat DRUKU – miesięcznik naukowo-techniczny wydawany przez spółkę Polski Drukarz od 1993 roku. Przeznaczony dla właścicieli firm, kadry menedżerskiej, pracowników drukarń, studiów graficznych, agencji reklamowych oraz dostawców nowych technologii. Współpracuje z największymi krajowymi specjalistami w dziedzinie poligrafii.
Każdy numer „Świata DRUKU” zawiera artykuły oraz informacje dotyczące różnych działów poligrafii. Poza najnowszymi wiadomościami związanymi z tematami przewodnimi danego wydania zawiera teksty dotyczące poszczególnych technologii poligraficznych, maszyn i urządzeń, materiałów. Są to artykuły techniczne, prezentacje wyników badań naukowych, prezentacje poszczególnych produktów, komentarze specjalistów, wywiady, relacje z wizyt w firmach i z imprez branżowych.
Każdego roku przygotowywane jest wydanie polsko-angielskie, będące wizytówką polskiej poligrafii, które jest obecne na znaczących zagranicznych imprezach branżowych. Dodatkowo corocznie wydawane są dodatki do pisma. Do tej pory ukazały się następujące tytuły:
- „Papier, karton, tektura – tworzywa niewyczerpanych możliwości” (2004),
- „Świat farb i lakierów – nieograniczone pole dla wyobraźni” (2005),
- „Barwy świata, barwy druku – zarządzanie barwami w poligrafii” (2006),
- „Poligrafia przyszłości” (2007), „Gwiazdy targów drupa 2008 (2008),
- „Poligrafia – branża przyjazna środowisku” (2009),
- „Poligrafia w twoim regionie” (2010, 2011),
- „Gwiazdy targów drupa” (2012),
- „Katalog. Poligrafia w Polsce” (2013, 2015),
- „20 lat Świata DRUKU” (2013),
- „Magiczne wrota do świata kreacji” (2014),
- „Gwiazdy targów drupa 2016” (2016)
- „Poligrafia na Polskim Rynku – Katalog” (2017)